# Атлантида (альбом)
«Атланти́да» — двенадцатый и последний альбом рок-группы Nautilus Pompilius, содержащий неизданные песни, записанные в период с 1994 по 1996 год, и вышедший в 1997 году уже после распада группы.

## История альбома
Сведение альбома было закончено 6 октября 1997 года в екатеринбургской студии «Тутси». Вошедшие в релиз 11 песен, 9 из которых никогда ранее не издавались, были записаны разными составами в промежутке с 1993 по 1997 годы.
Три композиции — «Абсолютное белое» («Абсолют»), «Умершие во сне» и «Труби, Гавриил» были созданы при записи альбома «Титаник» (1994), но не вошли в него.
«Бегущая вдаль», «Белая стена» и «Заноза» являются материалом, невошедшим в альбом «Крылья». Ремикс «Крылья» также относится к данному периоду работы. «Три хита» представляет собой оркестровую версию трёх песен группы: «Прогулки по воде», «Я хочу быть с тобой» и «Прощальное письмо», созданную специально для презентации альбома.
«Матерь богов» и «Бедная птица» были созданы во время записи «Яблокитая». Демоверсия «Люди на холме» вошла в саундтрек фильма «Брат», а также сэмпл из неё звучит в начале студийного варианта.

## Список композиций
Музыка  написана Вячеславом Бутусовым, тексты — Ильёй Кормильцевым.
| №   | Название                          | Длительность |
| --- | --------------------------------- | ------------ |
| 1.  | «Три хита» (оркестровая увертюра) | 6:38         |
| 2.  | «Умершие во сне»                  | 4:43         |
| 3.  | «Труби, Гавриил!»                 | 3:12         |
| 4.  | «Абсолютное белое»                | 3:43         |
| 5.  | «Бегущая вдаль»                   | 4:35         |
| 6.  | «Белая стена»                     | 3:16         |
| 7.  | «Крылья» (террорист микс)         | 4:04         |
| 8.  | «Заноза»                          | 4:39         |
| 9.  | «Матерь богов»                    | 4:27         |
| 10. | «Бедная птица»                    | 4:29         |
| 11. | «Люди на холме» (демоверсия)      | 3:40         |

## Участники записи
- Вячеслав Бутусов — вокал, гитара, клавишные, ритм-бокс, звук (11)
- Вадим Самойлов — клавишные, программирование (2—4)
- Альберт Потапкин — бас-гитара (2), (4), ударные (5—6)
- Николай Петров — гитара (5—6)
- Игорь Копылов — бас-гитара (5—6)
- Алексей Могилевский — клавишные (5—8), хор (3)
- Владимир Шахрин — хор (3)
- Глеб Самойлов — хор (3)
- Билл Нельсон — гитара, клавишные, петли, программирование (9—10)
- Александр Гноевых — звук (1—7)
- Джон Спенс — звук (9—10)
- Русский филармонический оркестр п/у Игоря Кантюкова, оркестровка Игоря Кантюкова (1)

## Издания
На CD альбом выпустила компания DANA Music. В 2002 году по лицензии последней фирма Hunter переиздала диск в ремастированном варианте. В 2013 году «Бомба-Питер» выпустила сборник на виниловой пластинке.

## Интересные факты
- Песни «Матерь богов» и «Люди на холме (демоверсия)» звучат в фильме Алексея Балабанова «Брат».